# شطيرة روبن
شطيرة روبن (بالإنجليزية: Reuben sandwich)‏ هي شطيرة أميركية تتكون من اللحم المحفوظ والجبن السويسري والكرنب المخلل والصلصة الروسية  وكلها تُشوى بين شريحتي خبز الراي. وهناك أنواع عديدة.

## الأصول
قصة أصل شطيرة روبن الأكثر قبولا إن روبن كولاكوفسكي، وهو بقال يهودي من مواليد ليتوانيا مقيم في مدينة أوماها بولاية نبراسكا، كان من اخترعها. من المحتمل أنه اخترعها كجزء من مبادرة جماعية من أعضاء مجموعة تلعب بوكر أسبوعيا في فندق بلاكستون منذ فترة بين سنة 1920 تقريبا حتى سنة 1935. وكان صاحب الفندق، تشارلز شِمل، من ضمن المشاركين، وقد أطلقوا على أنفسهم اسم «اللجنة». الشطيرة حظيت بشهرة محلية أولًا لما أضافها إلى قائمة الغذاء في مطعم الفندق، وانتشرت شهرتها عندما فاز أحد عمال الفندق السابق في مسابقة وطنية بطريقة إعداد تلك الشطيرة. في أوماها، أعلن أن يوم 14 مارس يوم شطيرة الروبن.